# Jaleswar
Jaleswar (o Jaleshwar) è una città dell'India di 21.382 abitanti, situata nel distretto di Balasore, nello stato federato dell'Orissa. In base al numero di abitanti la città rientra nella classe III (da 20.000 a 49.999 persone).

## Geografia fisica
La città è situata a 21° 49' 0 N e 87° 13' 0 E e ha un'altitudine di 16 m s.l.m..

## Società

### Evoluzione demografica
Al censimento del 2001 la popolazione di Jaleswar assommava a 21.382 persone, delle quali 10.908 maschi e 10.474 femmine. I bambini di età inferiore o uguale ai sei anni assommavano a 2.980, dei quali 1.505 maschi e 1.475 femmine. Infine, coloro che erano in grado di saper almeno leggere e scrivere erano 13.884, dei quali 7.963 maschi e 5.921 femmine.